# Ловорно
Ловорно (на хърватски: Lovorno) е село в Хърватия, разположено в община Конавле, Дубровнишко-неретванска жупания. Намира се на 230 метра надморска височина. Населението му според преброяването през 2011 г. е 183 души. При преброяването на населението през 1991 г. има 213 жители, от тях 211 (99,06 %) хървати, 1 (0,46 %) унгарец и 1 (0,46 %) неизвестен.

## Население
Численост на населението според преброяванията през годините:
- 1857 – 348 души
- 1869 – 361 души
- 1880 – 375 души
- 1890 – 385 души
- 1900 – 351 души
- 1910 – 315 души
- 1921 – 247 души
- 1931 – 259 души
- 1948 – 262 души
- 1953 – 252 души
- 1961 – 239 души
- 1971 – 265 души
- 1981 – 256 души
- 1991 – 213 души
- 2001 – 160 души
- 2011 – 183 души